# Вестминстерски статут 1931.
Вестминстерски статут 1931. (енгл. Statute of Westminster 1931) је закон који је донео Парламент Уједињеног Краљевства, а који је успоставио законодавну једнакост између самоуправних доминиона Британске империје и Уједињеног Краљевства, са неколико изузетака.
Статут је донесен 11. децембра 1931, а његов историјски значај састоји се у томе што су ове земље постале законодавно независне.